# Anna Paleologina (figlia di Andronico Angelo Paleologo)
Anna Paleologina (in greco medievale Ἅννα Παλαιολογίνα; fl. XIV secolo) fu la regina consorte (basilissa) del Despotato d'Epiro come moglie di Giovanni II Orsini.
Fu reggente per il figlio Niceforo II Orsini nel 1337-1338. In seguito sposò il signore di Valona, Giovanni Comneno Asen.

## Biografia
Era figlia di un aristocratico bizantino, il protovestiario Andronico Angelo Paleologo, nipote del sovrano dell'Epiro Michele II Comneno Ducas e dell'imperatore bizantino Michele VIII Paleologo. Sposò il despota dell'Epiro Giovanni II Orsini nel 1323 circa. Insieme la coppia ebbe un figlio, Niceforo II Orsini, e una figlia, Tommasa Orsini.
Avvelenò il marito nel 1337 e assunse la reggenza sul figlio minorenne, solo che l'Epiro fu invaso e annesso dai Bizantini nel 1338. Anna fu portata prigioniera a Salonicco, da dove fuggì nel 1341. Riuscì a raggiungere la capitale epirota di Arta, ma il governatore bizantino locale, Giovanni Angelo, la mise agli arresti domiciliari.
Quando l'Epiro fu conquistato dai serbi comandati da Stefano Dušan, intorno al 1347, Anna fu liberata. Verso il 1350 sposò il signore di Valona, Giovanni Comneno Asen. Dopo il 1363 circa andò a vivere con la figlia Tommasa e il genero Simeon Uroš nella capitale di quest'ultimo, Trikala.

## Ascendenza
|                                 |   |                                            | Genitori                                                 |  |  | Nonni |  |  | Bisnonni                    |  |  | Trisnonni                  |  |
|                                 |   |                                            |                                                          |  |  |       |  |  | Michele II, despota d'Epiro |  |  | Michele I, despota d'Epiro |  |
|                                 |   |                                            |                                                          |  |  |       |  |  | Michele II, despota d'Epiro |  |  | Michele I, despota d'Epiro |  |
|                                 |   | Melissena                                  |                                                          |  |  |       |  |  | Michele II, despota d'Epiro |  |  |                            |  |
| Demetrio Ducas Comneno Cutroule |   |                                            |                                                          |  |  |       |  |  | Michele II, despota d'Epiro |  |  |                            |  |
|                                 |   | Teodora di Arta                            | Giovanni Petralife, governatore di Tessaglia e Macedonia |  |  |       |  |  |                             |  |  |                            |  |
|                                 |   | Teodora di Arta                            | Giovanni Petralife, governatore di Tessaglia e Macedonia |  |  |       |  |  |                             |  |  |                            |  |
|                                 |   | Teodora di Arta                            | Elena                                                    |  |  |       |  |  |                             |  |  |                            |  |
| Andronico Angelo Paleologo      |   | Teodora di Arta                            |                                                          |  |  |       |  |  |                             |  |  |                            |  |
|                                 |   | Michele VIII Paleologo, basileus dei Romei | Andronico Paleologo, governatore di Macedonia            |  |  |       |  |  |                             |  |  |                            |  |
|                                 |   | Michele VIII Paleologo, basileus dei Romei | Andronico Paleologo, governatore di Macedonia            |  |  |       |  |  |                             |  |  |                            |  |
|                                 |   | Michele VIII Paleologo, basileus dei Romei | Teodora Angelina Paleologina                             |  |  |       |  |  |                             |  |  |                            |  |
| Anna Comnena Paleologa          |   | Michele VIII Paleologo, basileus dei Romei |                                                          |  |  |       |  |  |                             |  |  |                            |  |
|                                 |   | Teodora Ducas Vatatzina                    | Giovanni Ducas                                           |  |  |       |  |  |                             |  |  |                            |  |
|                                 |   | Teodora Ducas Vatatzina                    | Giovanni Ducas                                           |  |  |       |  |  |                             |  |  |                            |  |
|                                 |   | Teodora Ducas Vatatzina                    | Eudocia Angelina                                         |  |  |       |  |  |                             |  |  |                            |  |
| Anna Paleologina                |   | Teodora Ducas Vatatzina                    |                                                          |  |  |       |  |  |                             |  |  |                            |  |
|                                 | … | …                                          |                                                          |  |  |       |  |  |                             |  |  |                            |  |
|                                 | … | …                                          |                                                          |  |  |       |  |  |                             |  |  |                            |  |
|                                 | … | …                                          |                                                          |  |  |       |  |  |                             |  |  |                            |  |
| Kokalas                         | … |                                            |                                                          |  |  |       |  |  |                             |  |  |                            |  |
|                                 |   | …                                          | …                                                        |  |  |       |  |  |                             |  |  |                            |  |
|                                 |   | …                                          | …                                                        |  |  |       |  |  |                             |  |  |                            |  |
|                                 |   | …                                          | …                                                        |  |  |       |  |  |                             |  |  |                            |  |
| N. Kokalas                      |   | …                                          |                                                          |  |  |       |  |  |                             |  |  |                            |  |
|                                 |   | …                                          | …                                                        |  |  |       |  |  |                             |  |  |                            |  |
|                                 |   | …                                          | …                                                        |  |  |       |  |  |                             |  |  |                            |  |
|                                 |   | …                                          | …                                                        |  |  |       |  |  |                             |  |  |                            |  |
| …                               |   | …                                          |                                                          |  |  |       |  |  |                             |  |  |                            |  |
|                                 |   | …                                          | …                                                        |  |  |       |  |  |                             |  |  |                            |  |
|                                 |   | …                                          | …                                                        |  |  |       |  |  |                             |  |  |                            |  |
|                                 |   | …                                          | …                                                        |  |  |       |  |  |                             |  |  |                            |  |
|                                 |   | …                                          |                                                          |  |  |       |  |  |                             |  |  |                            |  |